# Šmartno (Brda)
Šmartno é uma vila localizada no município de Brda na Eslovênia. Possuía uma população estimada de 198 habitantes em 2020.